# 南投縣同德高級中等學校
同德學校財團法人南投縣同德高級中等學校，簡稱同德高中，是一所位於南投縣草屯鎮的私立高級中等學校。

## 校史
- 1970年8月奉准立案培英工家，設電子科、建圖科、汽修科、綜商科。
- 1971年8月奉准附設進修補校。
- 1984年8月設美容科、綜商科調整服裝科。
- 1989年8月更名為同德家商。
- 1991年8月設資料處理科、觀光科改為廣告設計科。
- 1995年9月成立教育部第二專長班。
- 1996年8月調整商業經營科為商英及國貿兩科。
- 1999年8月調整商英科、改商經科。
- 2000年6月增設電子商務科、綜合高中。
- 2001年2月曾設旅遊事務科、綜合高中全面。
- 2001年4月成立職訓中心。
- 2002年2月增設綜合高中英文資優班。
- 2003年2月增設廣告設計科改為室內設計科。
- 2015年，104年度起更換制服款式。
- 2020年2月改名為「同德學校財團法人南投縣同德高級中等學校」
- 2020年8月增設招生第一屆普通科。

## 學校設施
餐旅觀光大樓於2010年落成啟用，2011年修建圖書館，2012年初修建美容實習教室，2013年完成增建食品大樓並整修行政大樓

## 科別
- 普通科
- 餐飲管理科
- 觀光事業科
- 時尚造型科
- 流通管理科
- 多媒體動畫科
- 食品科
- 烘焙科
- 水電技術科
- 汽車科

## 外部連結
- 同德高中（页面存档备份，存于）
- 同德家商粉絲團